# Pierandrea Matthioli

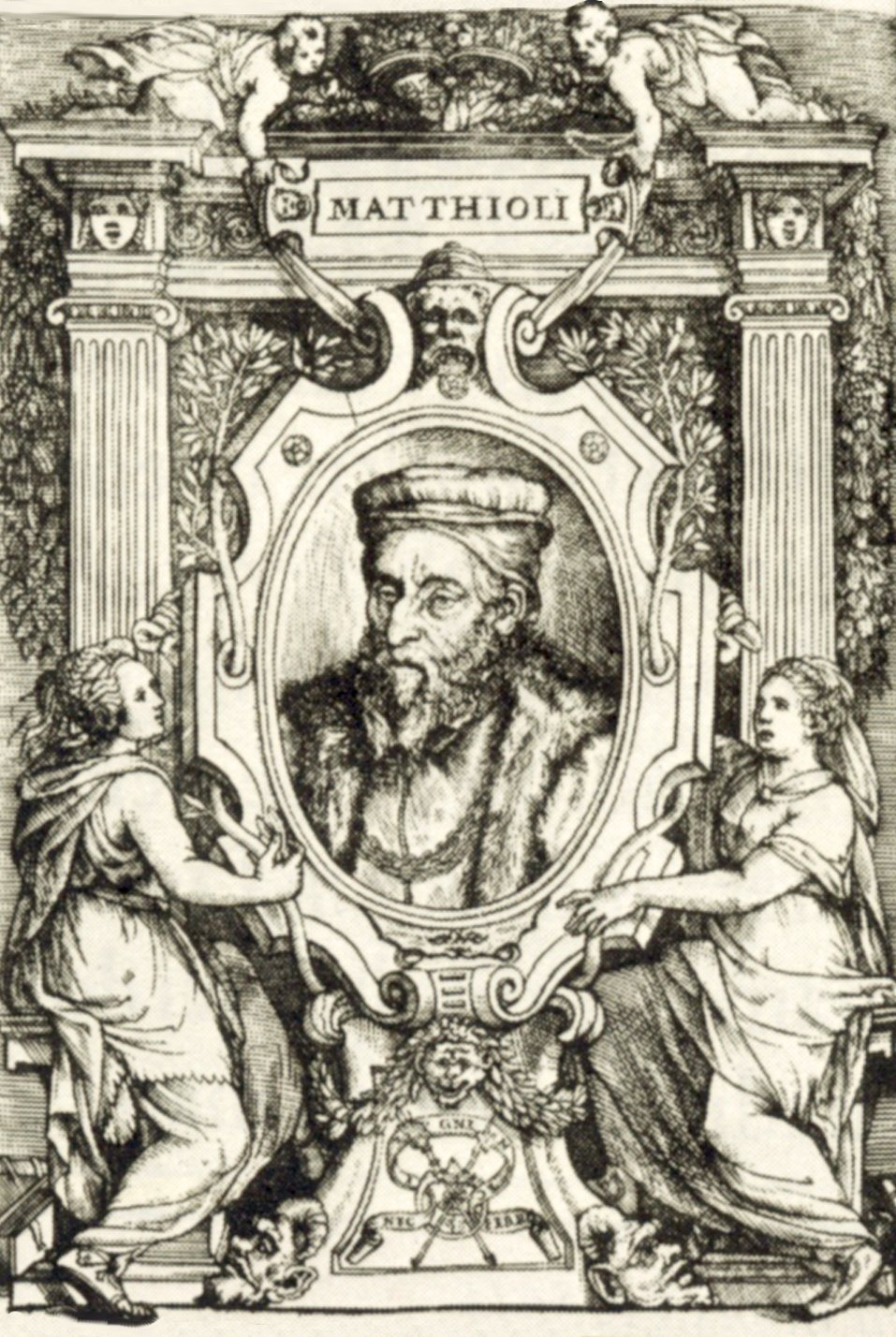
Pierandrea Matthioli

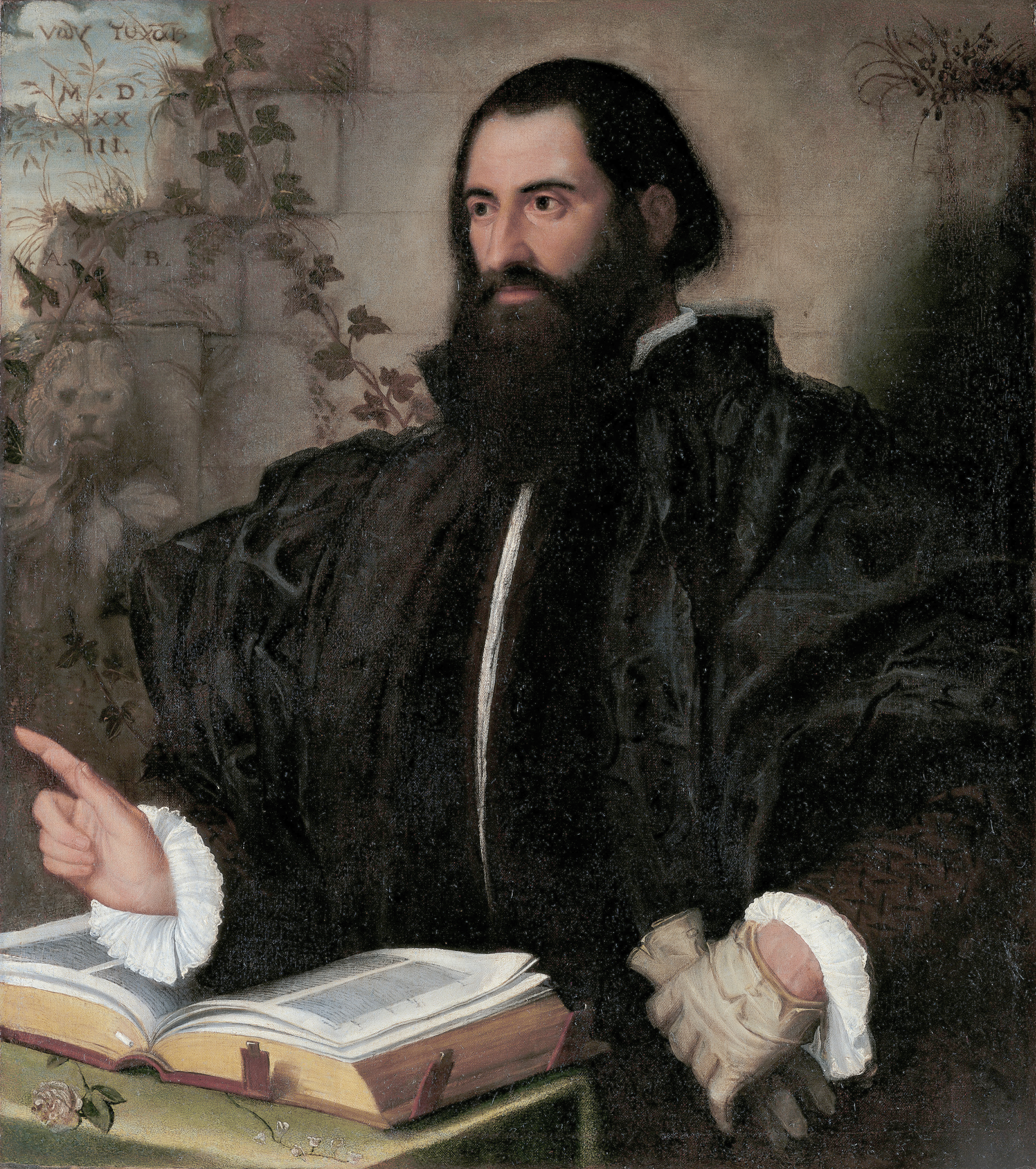
Pietro Andrea Mattioli (1533; autor: Alessandro Bonvicino zw. il Moretto)

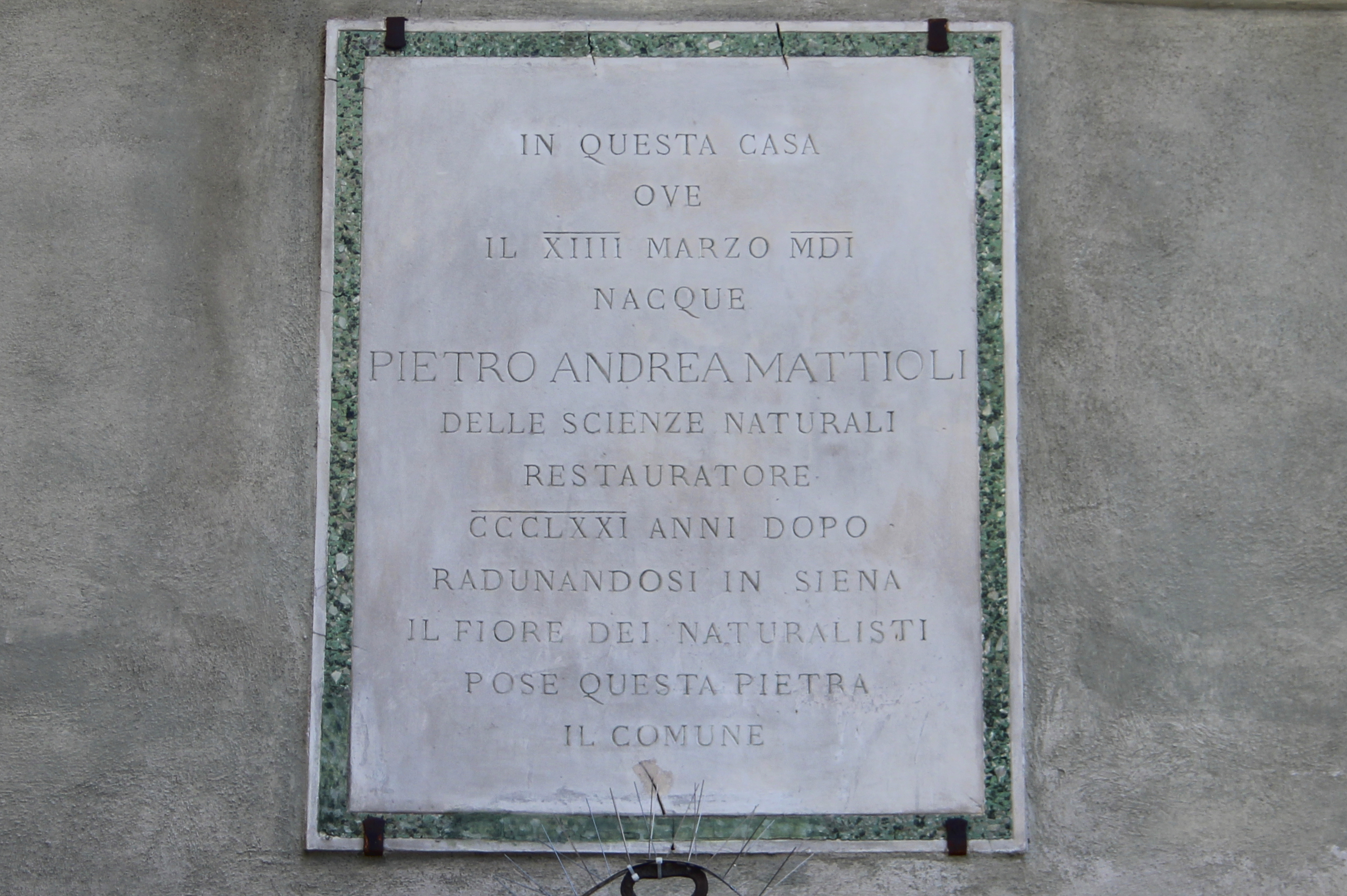
Tablica pamiątkowa na budynku w Sienie, w którym urodził się P.A. Matthioli

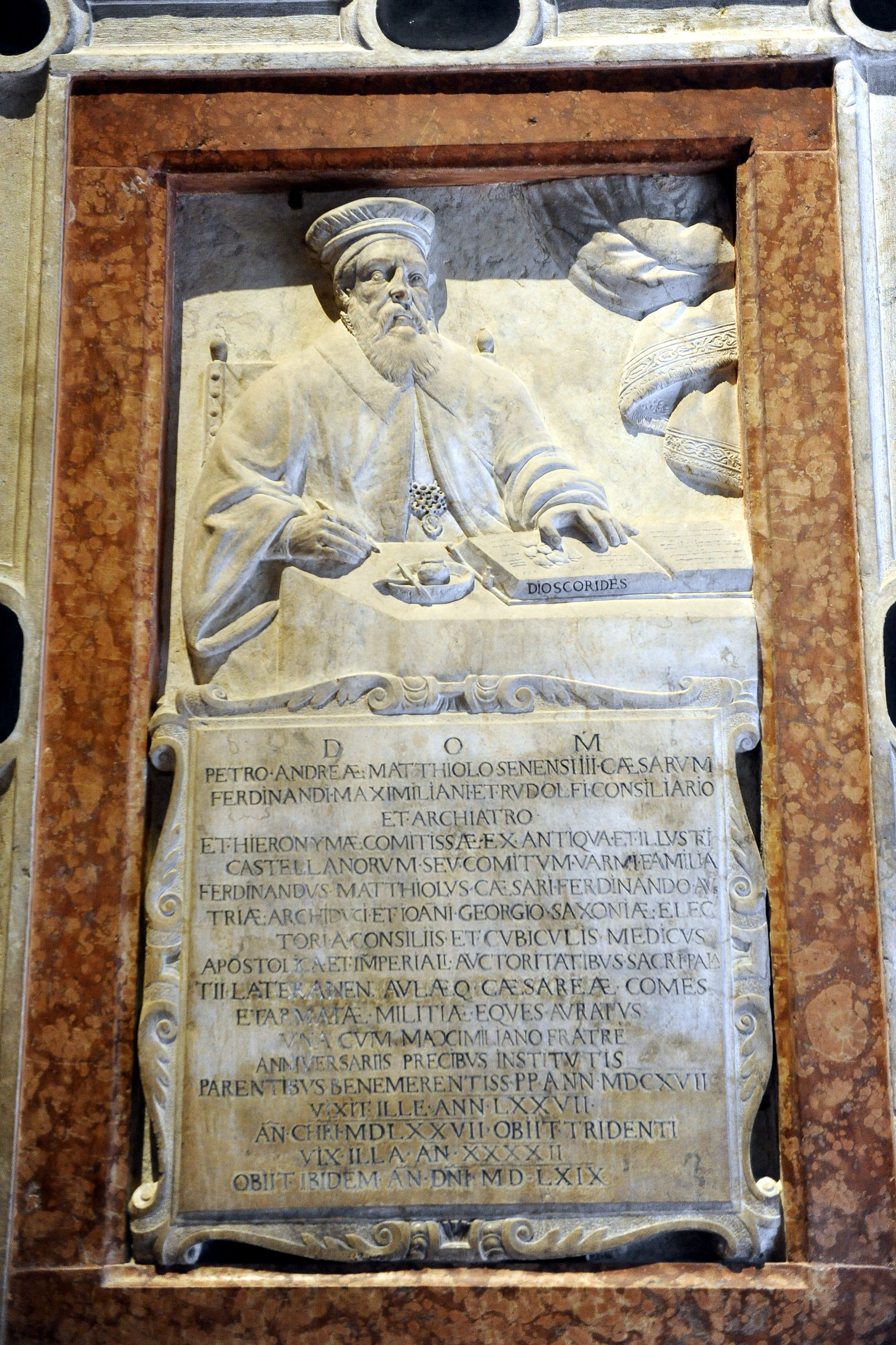
Nagrobek P.A. Matthioliego w katedrze San Vigilio w Trydencie

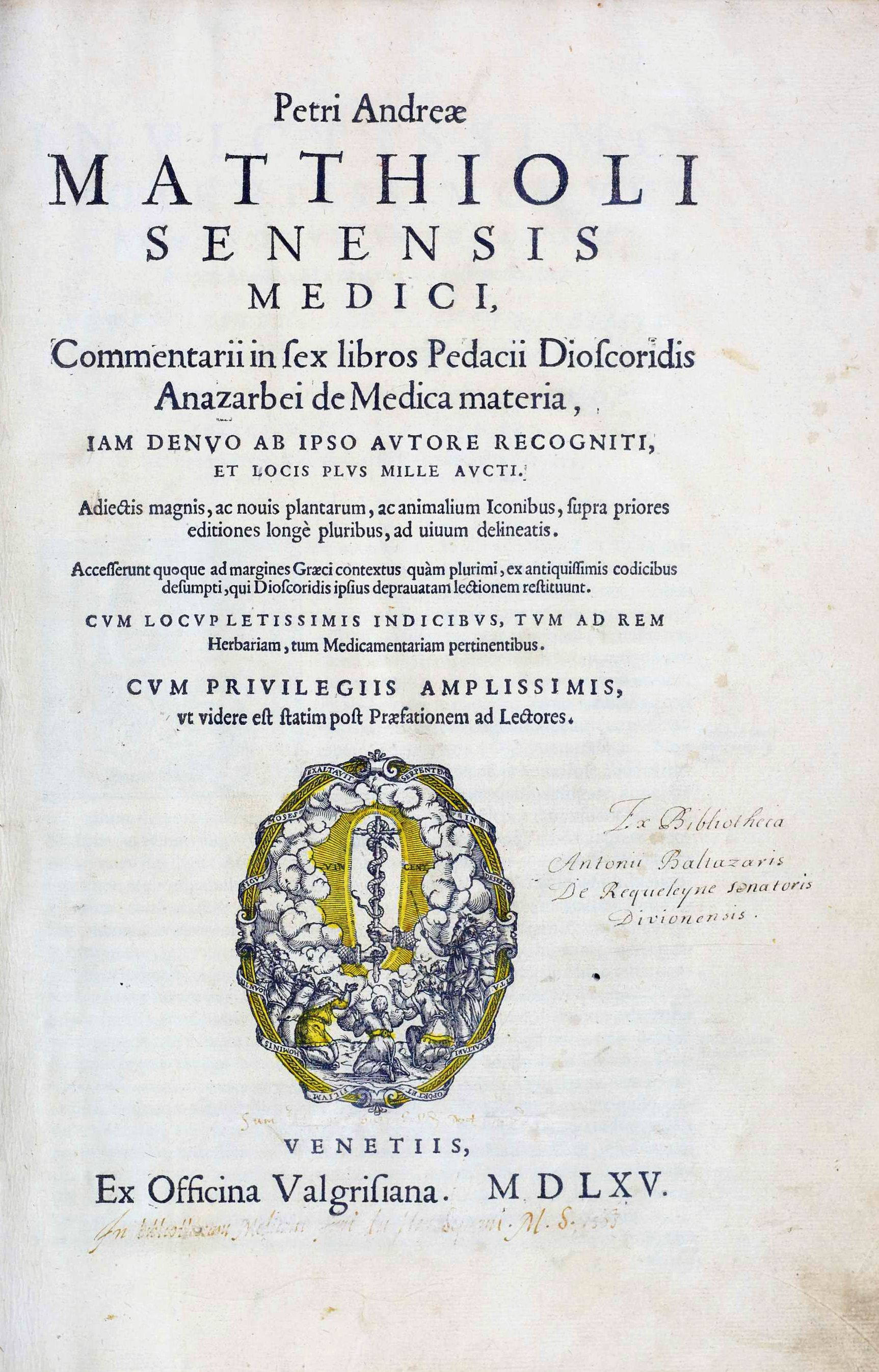
Strona tytułowa „Komentarzy”

Pierandrea Matthioli, też: Pietro Andrea Matthioli, Mattioli, Matthiole, Matthiolus (ur. 12 marca 1501 w Sienie, zm. 1578 w Trydencie) – włoski naturalista, botanik i lekarz okresu renesansu.

## Życiorys
Jego rodzicami byli lekarz Francesco Matthioli i Lucrezia Buoninsegna. Jeszcze w dzieciństwie wraz z rodziną przeniósł się do Wenecji, gdzie jego ojciec podjął praktykę lekarską. Ojciec chciał z niego uczynić prawnika, jednak Pierandrea zdecydował się studiować medycynę. Po ukończeniu w 1523 r. uniwersytetu w Padwie rozpoczął praktykę lekarską w swym rodzinnym mieście, aby wkrótce przenieść się do Perugii, gdzie uzupełnił studia z zakresu chirurgii, a następnie do Rzymu.
W 1527 r. wyjechał do Trydentu, gdzie ożenił się i objął posadę osobistego medyka tamtejszego biskupa, księcia Bernardo di Clès. Tu cały wolny czas poświęcał botanice. Studiował florę doliny Adygi i wznoszących się nad nią Dolomitów. Często przebywał w Val di Non (ówczesna Valle Anania), wiele czasu spędzał na wycieczkach w masyw Monte Baldo. W rozmowach z mieszkańcami poszerzył znacznie swą wiedzę na temat właściwości leczniczych występujących tu roślin. Swemu możnemu pracodawcy zadedykował traktat De morbo gallico (1535) i wierszowany poemat Il Magno Palazzo del Cardinale di Trento (1539), napisany z okazji wizyty w Trydencie króla Czech Ferdynanda. Po śmierci biskupa (1539) przeniósł się do Clès, a następnie z braku środków do życia – do Gorycji (pn.-wsch. Włochy, obecnie nad granicą Słowenii), gdzie objął funkcję medyka miejskiego. Tu kontynuował swoje obserwacje botaniczne i przekładał z greki Materia Medica Dioskurydesa.
W 1555 r. został mianowany osobistym lekarzem arcyksięcia Ferdynanda, syna ówczesnego cesarza rzymsko-niemieckiego Ferdynanda I z dynastii Habsburgów. Przyjechał do Pragi, gdzie m.in. zajął się rozbudową ogrodów cesarskich, do których sprowadził wiele nieznanych tu wcześniej roślin (m.in. tulipany, narcyzy i hiacynty). Podczas wojny z Turcją w 1556 r. wraz z arcyksięciem przebywał na Węgrzech. Gdy Ferdynand I zmarł w 1564 r., Matthioli został nadwornym medykiem jego następcy, cesarza Maksymiliana II. Ostatnie lata swego życia Pierandrea Matthioli spędził w Innsbrucku i Weronie i – podobnie jak inny, współczesny mu botanik Alp, Konrad Gesner – zmarł na dżumę w styczniu lub lutym 1577 r. podczas pobytu w Trydencie.
Historycy nauki nie wystawiają Matthioliemu zbyt pochlebnej opinii jeśli idzie o cechy jego charakteru. Pracował szybko, lecz znacznie mniej dokładnie niż np. współczesny mu Gesner, niejednokrotnie niepotrzebnie przyspieszając edycję swych dzieł. Zyskując możnych mecenasów w osobach dwóch kolejnych cesarzy, Matthioli – nie umniejszając nic jego wiedzy – stał się zarozumiały i autorytarny. Czytając uważnie przedmowy do kolejnych wydań Komentarzy widzi się człowieka żywiołowo reagującego na wszelką krytykę ze strony swoich adwersarzy, zarzucającego im pychę, głupotę i fałszerstwa.

## Publikacje
Główną publikacją Matthioliego były Comentarii in sex libros Pedacii Dioscoridis Anarzabei de Medica materia – krytyczna analiza dzieła greckiego lekarza w służbie cesarzy rzymskich, żyjącego w I w. n.e. Pedaniosa Dioskurydesa. Dioskurydes opisał w nim kilkaset gatunków roślin leczniczych, wprowadzając w ten sposób ziołolecznictwo do „oficjalnej” medycyny. W analizie tej zawarł Matthioli dużo własnych obserwacji dotyczących flory alpejskiej, zwłaszcza z południowej części Alp, w tym wielu niezbadanych dotąd roślin z terenu Tyrolu. Znajdziemy tam m.in. rysunki i opisy takich roślin, jak goryczka żółta (Gentiana lutea), goryczka purpurowa (Gentiana purpurea), cyklamen, czyli fiołek alpejski (Cyclamen europaeum), ciemnogłów wąskolistny (Nigritella nigra) czy powszechnie dziś znana szarotka alpejska (Leontopodium alpinum). Uczony zamieścił tam również wyniki swoich obserwacji dotyczących występowania w różnych rejonach Alp świerka, jodły, modrzewia oraz stanowisk limby w okolicach Innsbrucka. Podczas pobytu w Pradze, korzystając z cesarskiej poczty Matthioli nawiązał szerokie kontakty z wieloma botanikami z całej Europy, od których otrzymywał okazy roślin, a także ich nasiona i sadzonki. Pomocą służył mu przyjaciel, Luca Ghini oraz lekarz ambasadora Turcji, od którego botanik otrzymywał rośliny z Bliskiego Wschodu.
Pierwsze wydanie dzieła Matthioliego – napisane po włosku i znane pod nazwą Discorsi – wyszło w 1544 r. w Wenecji, jeszcze bez ilustracji. Autor zadedykował je kardynałowi Cristoforo Madruzzo, biskupowi Trydentu i Bressanone. Kolejne wydania pojawiały się corocznie od 1548 do 1552 r. Pierwsze przetłumaczone na łacinę i liczące ok. 500 rycin wydanie ukazało się w Wenecji w 1554 r. Było zadedykowane cesarzowi Ferdynandowi I Habsburgowi. W następnych latach ukazało się szereg kolejnych wydań, zawierających liczne, coraz większe i coraz precyzyjniejsze obrazy opisywanych roślin (maksymalnie do ok. 1200 rycin). Później pojawiły się tłumaczenia na język francuski (1561 r.), czeski (1562 r.) i niemiecki (1563 r.). Ostatnie wydanie wyszło w 1744 r. – a więc w 200 lat po pierwodruku. Łącznie w 61 wydaniach wyszły ok. 32 tysiące egzemplarzy.
Najważniejszym wydaniem było prawdopodobnie to, które – w języku łacińskim – pojawiło się w 1571 r. pod nazwą Compendium de Plantis Omnibus una cum Earum Iconibus. Matthioli włączył w nie – zgodnie z panującym wówczas zwyczajem – pracę pt. Viaggio del Monte Baldo aptekarza i naturalisty z Werony, Francesco Calzolariego. Zamieszczony w nim opis przebogatej flory masywu Monte Baldo, wznoszącego się na wschodnim brzegu jeziora Garda, dał decydujący impuls do rozwoju nauk botanicznych w całej ówczesnej Italii.

## Pamięć po Matthiolim
Nazwisko Matthioliego zostało uwiecznione w łacińskiej nazwie rodzaju lewkonia (Matthiola) oraz w nazwie gatunkowej zarzyczki górskiej (Cortusa matthioli L.). Nazwę gatunkową matthioli wprowadził w XVIII w. twórca współczesnego systemu klasyfikacji organizmów, Karol Linneusz.